# Sistema de la naturaleza
Système de la Nature ou Des Loix du Monde Physique et du Monde Moral (Sistema de la Naturaleza o de las Leyes del Mundo Físico y del Mundo Moral) es una obra de filosofía escrita por el barón d'Holbach (Paul Henri Thiry, 1723-1789) publicada en 1770.
Inicialmente se publicó bajo el seudónimo de Jean-Baptiste de Mirabaud, un miembro fallecido de la Academia de las Ciencias Francesa. D'Holbach escribió de esta forma anónima esta obra (posiblemente con la colaboración de Diderot) en la que se describía el universo según los principios filosóficos del materialismo (la mente es lo mismo que el cerebro, sólo existe lo material, no existen "almas" sin cuerpo, etc.), un estricto determinismo (el libre albedrío es una ilusión, el universo se rige por la necesidad) y especialmente el ateísmo. Sistema fue considerado extremadamente radical en su momento, y fue incluido en el índice de libros prohibidos
Aunque Paul Henri Thiry no era un científico, era un hombre culto que conocía los descubrimientos científicos de su época y desarrolló su filosofía basándose en los conocimientos que estaba propiciando la Ilustración, citando por ejemplo los experimentos de John Needham como prueba de que la vida podía desarrollarse de forma autónoma sin la intervención de una deidad. 
El libro considera la religión una superstición fruto de la ignorancia. Establece una clara distinción entre mitología y teología. Considera la mitología una forma más o menos benigna de religión, un intento de las masas de explicar la naturaleza y sus fuerzas, así como de establecer normas para organizar la sociedad. En cambio, juzga a la teología como una fuerza perniciosa, sin parangón en los asuntos humanos, que ha personificado las fuerzas de la naturaleza en un ser fuera de la propia naturaleza y que lo ha alzado por encima del mundo, que es lo que tiene existencia real. Sus principios están resumidos en una forma más popular en el libro Bon Sens, on idées naturelles opposees aux idées surnaturelles (El buen sentido, o ideas naturales opuestas a lo sobrenatural, Ámsterdam, 1772).

## Críticas
Sistema de la Naturaleza contiene un núcleo de ideas radicales, explícitamente ateas y materialistas, que muchos contemporáneos, tanto eclesiásticos como filósofos, encontraron perturbadoras, y que despertaron una fuerte reacción. La Iglesia católica de Francia amenazó a la corona con retirar su apoyo financiero a menos que suprimiera de forma efectiva la circulación del libro. La lista de autores que criticaron el trabajo de d'Holbach fue larga. El prominente teólogo católico Nicolas-Sylvestre Bergier escribió una refutación titulada Examen du Matérialisme ("El materialismo examinado"). Voltaire cogió su pluma de forma apresurada para cuestionar la filosofía del Sistema en el artículo titulado "Dieu" (Dios), de su Dictionnaire philosophique, mientras que Federico el Grande también respondió a éste.
El monarca observó: 

Cuando uno habla en público, debe considerar la delicadeza de los oídos supersticiosos; no debe conmocionar a nadie; debe esperar hasta que su tiempo sea lo suficientemente ilustrado para permitirle pensar en voz alta.

Se especula que Federico se vio motivado a escribir una crítica debido a que Sistema de la Naturaleza contenía no sólo un ataque a la religión, sino también a la monarquía.

## Apreciación e influencia
Denis Diderot, amigo de d'Holbach, apoyó el libro de forma entusiasta:

Lo que me gusta es una filosofía clara, definida y franca, como la que se muestra en Sistema de la naturaleza. El autor no es un ateo en una página y un deísta en otra. Su filosofía constituye una pieza.

P.B. Shelley se convirtió en un ardiente ateo tras leer Sistema de la naturaleza, y procedió a traducir el libro. En opinión de Will Durant, Sistema de la Naturaleza contiene la descripción más completa del materialismo y el ateísmo de toda la historia de la filosofía.
En sus años de estudiante, Goethe había retrocedido con asco ante los contenidos del libro; en sus últimos años, sin embargo, mantuvo similares puntos de vista: "Pertenecemos a las leyes de la naturaleza, incluso cuando nos revelamos contra ellas."
De acuerdo con Voltaire, el libro era muy popular entre el populacho, incluidos "los estudiantes, los ignorantes y las mujeres."